# Guövik, Guemåla och Rörvik
Guövik, Guemåla och Rörvik är en av SCB avgränsad och namnsatt småort i Karlshamns kommun i Blekinge län. Den omfattar bebyggelse i de tre sammanväxta byarna belägna i Åryds socken.
Guöviken utgör en gammal lastageplats, och i början av 1900-talet arbetade som mest 400 personer vid stenhuggeriet i Guövik. Ännu i slutet av 1930-talet var Guövik en betydande utförselhamn för gatsten. Fram till 1960-talet användes Guövik av Skogsägareföreningen som utförselhamn för timmer för vidarebefordran till Västervik.